# Чорный, Томаш Максимилианович
Томаш (Тымко) Максимилианович Чорный (пол. Tomasz Tymko Czornyj, укр. Тимко Чорний; 1878, Скоморох — 1957, Львов) — украинский военный деятель польского происхождения, офицер австро-венгерской и украинской армий.

## Биография
Родился в небольшом имении своего отца Максимилиана Максима. Был потомком гетмана реестровых казаков Григория Чорного. Окончил Львовскую школу кадетов, служил в 19-м Лембергском пехотном полку. Участник Первой мировой войны на Восточном фронте, отмечен рядом наград. Был представителем 19-го полка на похоронах Франца Иосифа I в ноябре 1916 года.
В 1918 году принимал участие в наступлении на Киев, стал офицером армии УНР и занялся борьбой с отрядами большевиков на Украине. 1 ноября 1918 возглавил проукраинское восстание во Львове, командовал отрядом пулемётчиков, а позднее руководил восстанием на Лычакове. Был ближайшим соратником Дмитрия Витовского-старшего. После отступления украинских частей изо Львова командовал отрядом пулемётчиков в боях на польско-украинской войне.
В 1919 году интернирован в Польшу, позднее вернулся во Львов. В послевоенные годы был одним из лидеров националистического движения петлюровского толка, выступая против политики большевиков.